# L'uomo di mezzanotte
L'uomo di mezzanotte (The Midnight Man) è un film statunitense del 1974 diretto da Roland Kibbee e Burt Lancaster.
Esso è basato sul romanzo The Midnight Lady and the Mourning Man di David Anthony.

## Trama
Jim Slade, ex poliziotto, appena uscito dal carcere in libertà vigilata, trova lavoro presso un college come guardiano notturno, grazie al proprio amico Quartz Willinger, anche lui ex poliziotto ed ex collega di Slade. Il funzionario incaricato di controllare la sua libertà vigilata è Linda Thorpe, di cui Slade si innamora. Un giorno vengono rubate dallo studio dello psichiatra interno al college alcune audiocassette, incise dagli studenti in cura presso lo studio; una in particolare, incisa da Nathalie Clayborne, contiene una rivelazione compromettente per suo padre, il Senatore Phillip Clayborne. Una sera, Slade nota la giovane Clayborne in strada, ben oltre l'orario consentito agli studenti del college, la segue in un bar, dove le impedisce di bere alcolici e di fumare, e la riporta al college. Il giorno dopo la Clayborne viene ritrovata morta nella sua stanza, uccisa da un corpo contundente; Slade comincia così una sua indagine personale, che lo porta più volte a essere in contrasto con lo Sceriffo Casey, ma che alla fine gli permetterà di scoprire tutti i retroscena del delitto, e di giungere a un'inaspettata e amara conclusione.